# Gare de Hirosaki
La gare de Hirosaki (弘前駅, Hirosaki-eki) est une gare ferroviaire de la ville de Hirosaki, dans la préfecture d'Aomori au Japon. Elle est exploitée conjointement par les sociétés privées JR East et Kōnan Railway.

## Situation ferroviaire
La gare de Hirosaki est située dans le sud-est de la ville de Hirosaki, au point kilométrique (PK) 0,0 de la ligne Kōnan dont elle est l'un des terminus et au point kilométrique (PK) 447,1 de la ligne principale Ōu.

## Histoire
La gare de Hirosaki est ouverte aux voyageurs le 1er décembre 1894 par la société nationale des chemins de fer du Japon. La Kōnan Railway y commence son activité le 7 septembre 1927.
Le 1er avril 1987, la JR East prend la suite de la société nationale désormais privatisée.

## Service des voyageurs

### Accueil
La station de Hirosaki dispose d'un bâtiment voyageurs avec un guichet. 

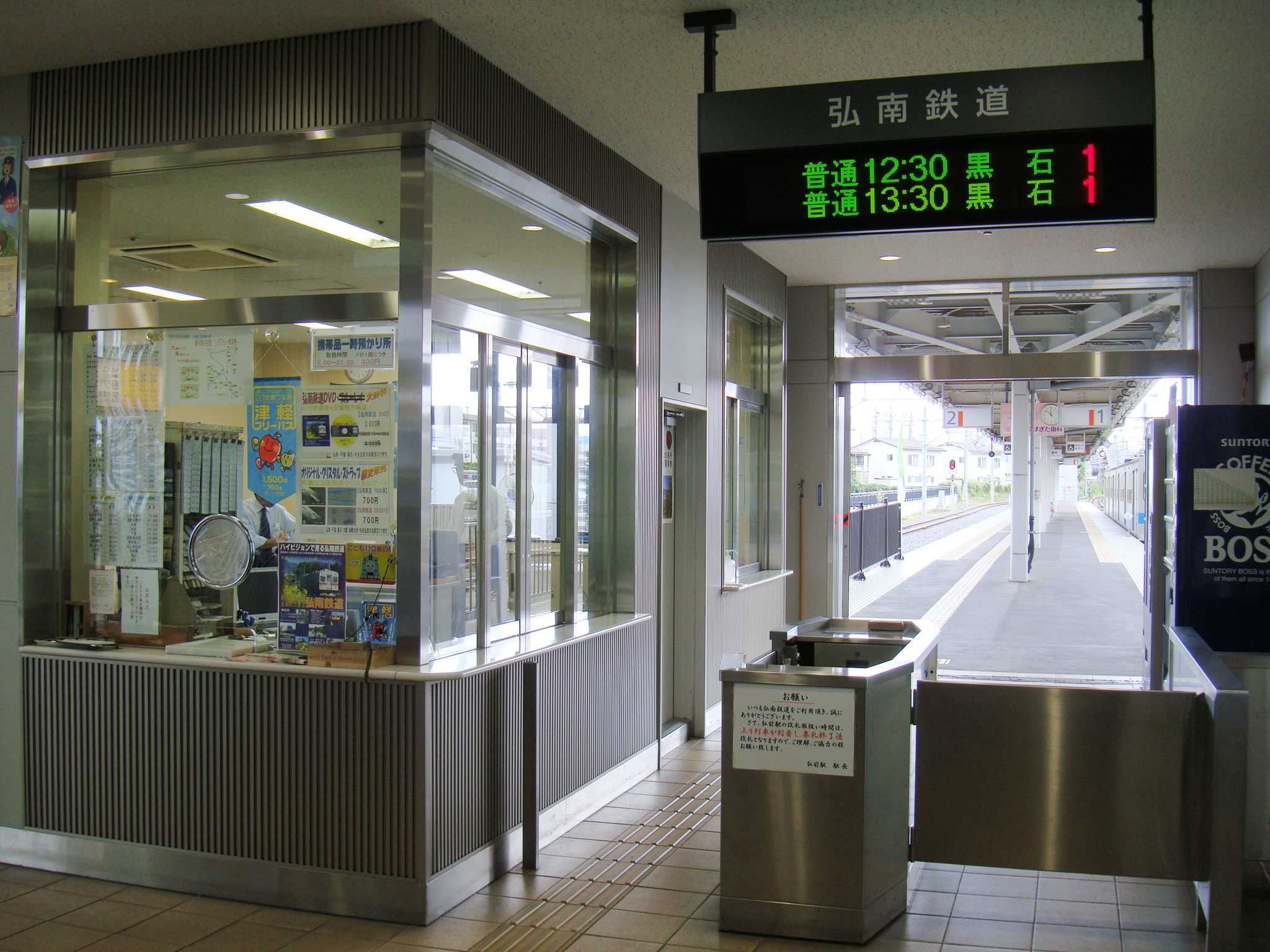
Intérieur de la gare de Hirosaki (2010).

### Desserte
Elle est desservie par des trains Kōnan Railway de la ligne Kōnan, qui dispose de deux voies, et des trains JR East des lignes Ōu et Gonō, qui dispose de trois voies.
| N° de voie | Ligne | Direction   |
| ---------- | ----- | ----------- |
| 1-3        | Ōu    | Akita       |
| 1-3        | Ōu    | Ōdate       |
| 1-3        | Ōu    | Aomori      |
| 1-3        | Ōu    | Namioka     |
| 1-3        | Gonō  | Fukaura     |
| 1-3        | Gonō  | Goshogawara |

| N° de voie | Ligne | Direction |
| ---------- | ----- | --------- |
| 1-2        | Kōnan | Kuroishi  |
| 1-2        | Kōnan | Hiraka    |